# 王謨 (中華民国)
王 謨（おう ぼ/おう も、1895年 - 1958年）は、中華民国の教育者・地理学者・政治家。南京国民政府（汪兆銘政権）の要人。字は献芻。

## 事績

### 初期の活動
民国初期に日本へ留学し、1919年（民国8年/大正8年）3月に東京高等師範学校理科第三部乙班を卒業している。次いで東京帝国大学理学部地理学科に入学し、1922年（民国11年/大正11年）3月に卒業、理学士の称号を取得した。
帰国後は、国立武昌大学、国立北京師範大学、国立清華大学、国立北京大学女子文理学院などの地理学系教授や講師を歴任し、北京政府時代には参議院議員もつとめた。1942年（民国31年）まで北京師範学院院長をつとめ、その後に北京師範大学教授をつとめる。

### 親日政権での動向
1943年（民国32年）11月、華北政務委員会の改組に伴い、王謨は同委員会の教育総署督弁兼常務委員に任ぜられた。しかし、翌年7月に辞任した。
この辞任については、王謨が抗日の学生を庇護して重慶国民政府統治下へ避難させたり、鉱山労働への学生動員を妨害したりしたことが日本側に発覚したため、との指摘もある。ただしその一方で、日本側の指示に従いながら親日的な教育方針を打ち出して強力に実施した面も否定できなかったとされる。

### 逮捕、晩年
汪兆銘政権崩壊後の1945年（民国34年）12月、王謨は他の華北要人と共に漢奸の罪で逮捕、南京へ護送された。1946年（民国35年）、首都高等法院により漢奸の罪で懲役15年、公民権褫奪10年、生活費以外の財産没収という判決を受けた。その後の上訴の結果、最高法院で再審となり、1948年（民国37年）には懲役10年に減刑された。これは前掲の抗日学生庇護等が考慮されたためとされる。
1949年（民国38年）に保釈されてからは、王謨は北京市内に寓居した。1958年、脳溢血により自宅で死去。享年64。

## 著作
- 『高級中学教科書自然地理』（商務出版、1935年）
- 『復興初級中学教科書本国地理教員準備書』
- 『地球』（商務印書館、1935年）
- 『高初中世界地理』[14]